# استنلی چمبرز
استنلی چمبرز (انگلیسی: Stanley Chambers; ۱۳ سپتامبر ۱۹۱۰ – ۴ اوت ۱۹۹۱) دوچرخه‌سوار اهل بریتانیا بود.
وی در مسابقات کشوری و بین‌المللی در مجموع برندهٔ ۱ مدال نقره شده‌است.